# Hördt

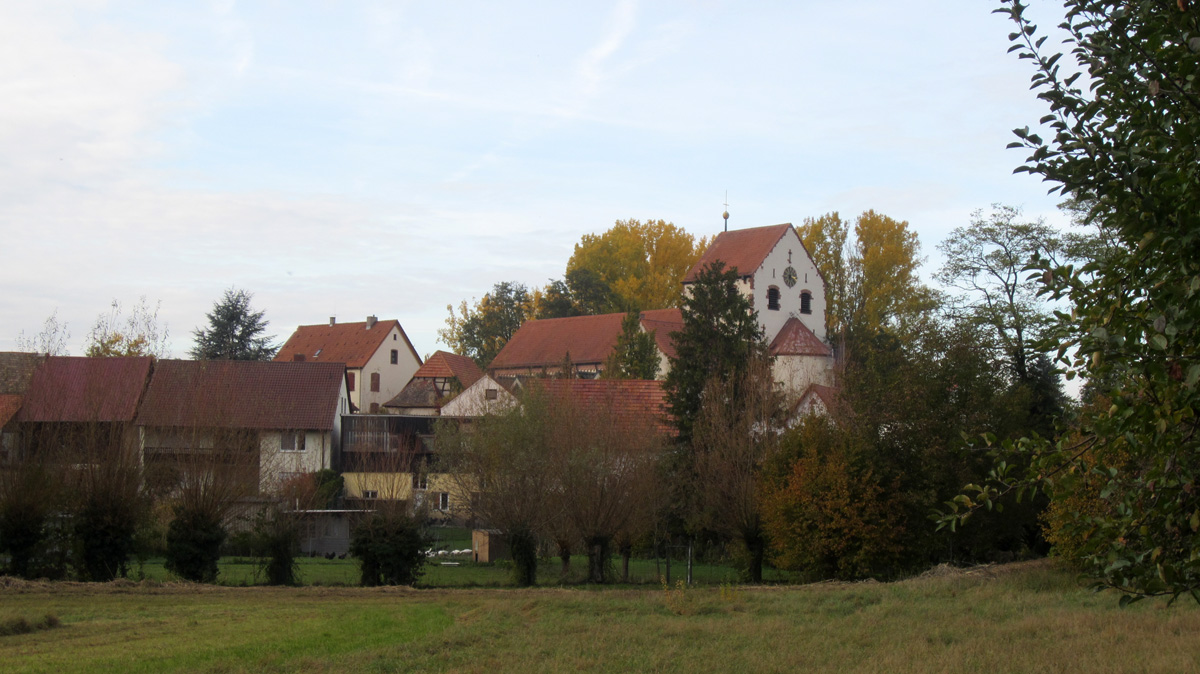
Ansicht von Hördt, rechts die katholische Pfarrkirche St. Georg (2011)

Hördt ist eine Ortsgemeinde im Landkreis Germersheim in Rheinland-Pfalz. Sie gehört der Verbandsgemeinde Rülzheim an, innerhalb derer sie gemessen an der Fläche die größte und gemessen an der Einwohnerzahl die zweitgrößte Ortsgemeinde darstellt.

## Geographie

### Lage
Hördt liegt auf und am Hochufer des Rheins zwischen den Städten Germersheim und Wörth. Die Gemeinde liegt 100 bis 121 m ü. NHN. Die Gemarkung von Hördt ist 18,46 Quadratkilometer groß, davon sind 670 Hektar Staatswald, 197 Hektar Gemeindewald, 919 Hektar landwirtschaftliche Fläche einschließlich Wegen und Gewässer sowie etwa 60 Hektar bebaute Fläche. Ab 1825 wurde der Rhein bei Wörth unter der Führung Tullas begradigt. Inzwischen gilt die Hördter Rheinniederung als potentieller Retentionsraum. Im Südwesten der Gemeindegemarkung befindet sich der Oberwald.

### Gewässer
Mitten durch das Siedlungsgebiet der Gemeinde verläuft der Klingbach, der im Osten der Gemarkung in den Michelsbach mündet. Letzterer nimmt außerdem den Rottenbach und den Altgraben auf. Zuvor fließen der Oberwaldgraben und der Oberwaldbach in den Rottenbach. Der Spiegelbach bildet teilweise die nördliche Gemarkungsgrenze, der Rhein diejenige im Osten.

### Nachbargemeinden
Hördt hat im Uhrzeigersinn (beginnend bei 12 Uhr) mit folgenden Kommunen eine gemeinsame Grenze: Germersheim (oder genauer: Sondernheim, einem Stadtteil von Germersheim), Dettenheim, Linkenheim-Hochstetten, Leimersheim, Kuhardt, Rülzheim und Bellheim.

## Geschichte

### Frühgeschichte und Mittelalter
Archäologische Funde auf den Ortsfluren wie Steinbeile und Gefäße zeugen von der Anwesenheit von Menschen etwa 5000 v. Chr. in der jüngeren Steinzeit. 1937 wurde in Hördt ein spätbronzezeitliches Urnengräberfeld von etwa 1000 v. Chr. entdeckt.
Zur Römerzeit befand sich auf einer Anhöhe nach Bellheim hin ein römischer Wartturm (specula), an dem sich zwei römische Verkehrswege kreuzten (heutige Gewanne „Alter Turm“). Weitere Funde, z. B. Göttersteine und ein Brückenstein aus dem 2. Jahrhundert, lassen eine römische Siedlung mit weiteren Gebäuden vermuten.
Hördt wird erstmals in einer Urkunde des Klosters Fulda erwähnt. Diese Urkunde im Kopialbuch des Rabanus Maurus bestätigt eine Schenkung eines Acbuto (Agboto vom Elsass) an das Kloster Fulda, die eine Kirche, mehrere Höfe mit 63 Leibeigenen umfasste, davon zwölf zwischen Hördt und Ottersheim (… inter Herdi et Hudamaresheim …). Die Schenkung erfolgte, als Baugolfus Abt des Fuldaer Klosters war (780–802).
Die Ortsentstehung wird von Ernst Christmann zwischen den Jahren 600 und 800 datiert. Später könnte Hördt zur zwischen Hördt und Bellheim gelegenen Burg Spiegelberg gehört haben, die aber 1200 erstmals genannt wird.
Ab dem 12. Jahrhundert war die Entwicklung des Dorfes stark von dem im Februar 1103 errichteten Kloster Hördt und dessen Propstei geprägt. Im Jahre 1540 entstand die Gerichtsordnung des Dorfes sowie die Hördter Dorfordnung.

### Neuzeit
Im Österreichischen Erbfolgekrieg der 1740er Jahre ordneten französische Truppen den Bau der Queichlinien zwischen Landau und dem Rhein bei Hördt als Befestigungslinie an. Noch heute findet man im Wald beim Spiegelbach eine erhaltene Schanze. 1759 kam es zur geodätischen Vermessung und detaillierter Kartierung der Liniendörfer durch französische Ingenieurkorps. Bis zum Ende des 18. Jahrhunderts gehörte der Ort zur Kurpfalz und unterstand dort dem Oberamt Germersheim.
Von 1798 bis 1814, als die Pfalz Teil der Französischen Republik (bis 1804) und anschließend Teil des Napoleonischen Kaiserreichs war, war Hördt bis 1814 in den Kanton Germersheim und danach bis 1815 in den Kanton Kandel eingegliedert. 1815 wurde der Ort Österreich zugeschlagen und kehrte in den Kanton Germersheim zurück. Bereits ein Jahr später wechselte Hördt, wie die gesamte Pfalz, aufgrund des Vertrags von München in das Königreich Bayern. Von 1818 bis 1862 gehörte die Gemeinde dem Landkommissariat Germersheim an; aus diesem ging das Bezirksamt Germersheim hervor.
Die beiden Weltkriege des 20. Jahrhunderts überstand der Ort weitgehend unbeschadet, jedoch waren insgesamt 193 Opfer an der Front und durch Kriegseinwirkung in der Heimat zu beklagen. Seit 1939 ist der Ort Bestandteil des Landkreises Germersheim. Nach dem Zweiten Weltkrieg wurde Hördt innerhalb der französischen Besatzungszone Teil des damals neu gebildeten Landes Rheinland-Pfalz. Im Zuge der ersten rheinland-pfälzischen Verwaltungsreform würde Hördt 1972 in die neu geschaffene Verbandsgemeinde Rülzheim eingegliedert.

## Bevölkerung

### Einwohnerstatistik
Wenn nicht gesondert aufgeführt, ist die Quelle der Daten das Statistische Landesamt Rheinland-Pfalz.
| Jahr | Einwohner |
| ---- | --------- |
| 1802 | 740       |
| 1815 | 1.284     |
| 1835 | 1.440     |
| 1849 | 1.671     |
| 1861 | 1.512     |
| 1871 | 1.533     |
| 1905 | 1.605     |

| Jahr | Einwohner |
| ---- | --------- |
| 1939 | 2.060     |
| 1950 | 2.117     |
| 1965 | 2.200     |
| 1970 | 2.234     |
| 1975 | 2.155     |
| 1980 | 2.132     |
| 1985 | 2.075     |

| Jahr | Einwohner |
| ---- | --------- |
| 1990 | 2.121     |
| 1995 | 2.256     |
| 2000 | 2.329     |
| 2005 | 2.449     |
| 2010 | 2.424     |
| 2013 | 2.482     |

### Konfessionsstatistik
Mit Stand Juli 2025 waren 43,0 % der Einwohner katholisch, 13,0 % evangelisch und 44,0 % gehörten einer anderen Glaubensgemeinschaft an oder waren konfessionslos.
2013 waren 66,0 % der Einwohner katholisch und 14,6 % evangelisch. Die übrigen 19,4 % gehörten einer anderen Glaubensgemeinschaft an oder waren konfessionslos. Im Jahr 1871 waren von insgesamt 1533 Einwohnern noch 98 % (1497) katholisch (98 %) und 2 % evangelisch. Der Anteil der evangelischen und katholischen Kirchenmitglieder an der Gesamtbevölkerung ist demnach im beobachteten Zeitraum gesunken.

### Christentum
Die St. Georgskirche befindet sich auf dem Jergenberg (= Georgenberg), wo einst ein Nonnenkloster stand. In Hördt wird besonders das Hochfest Kreuzerhöhung begangen, seitdem der Kirchgemeinde im Jahre 1768 eine Kreuzreliquie dediziert wurde. Im 20. Jahrhundert wurde die Georgskirche zweimal umgebaut, 2001 wurde das Geläut um drei auf sieben Glocken erweitert. Im Frühjahr 2005 wurde die Kirche von innen saniert.

## Politik

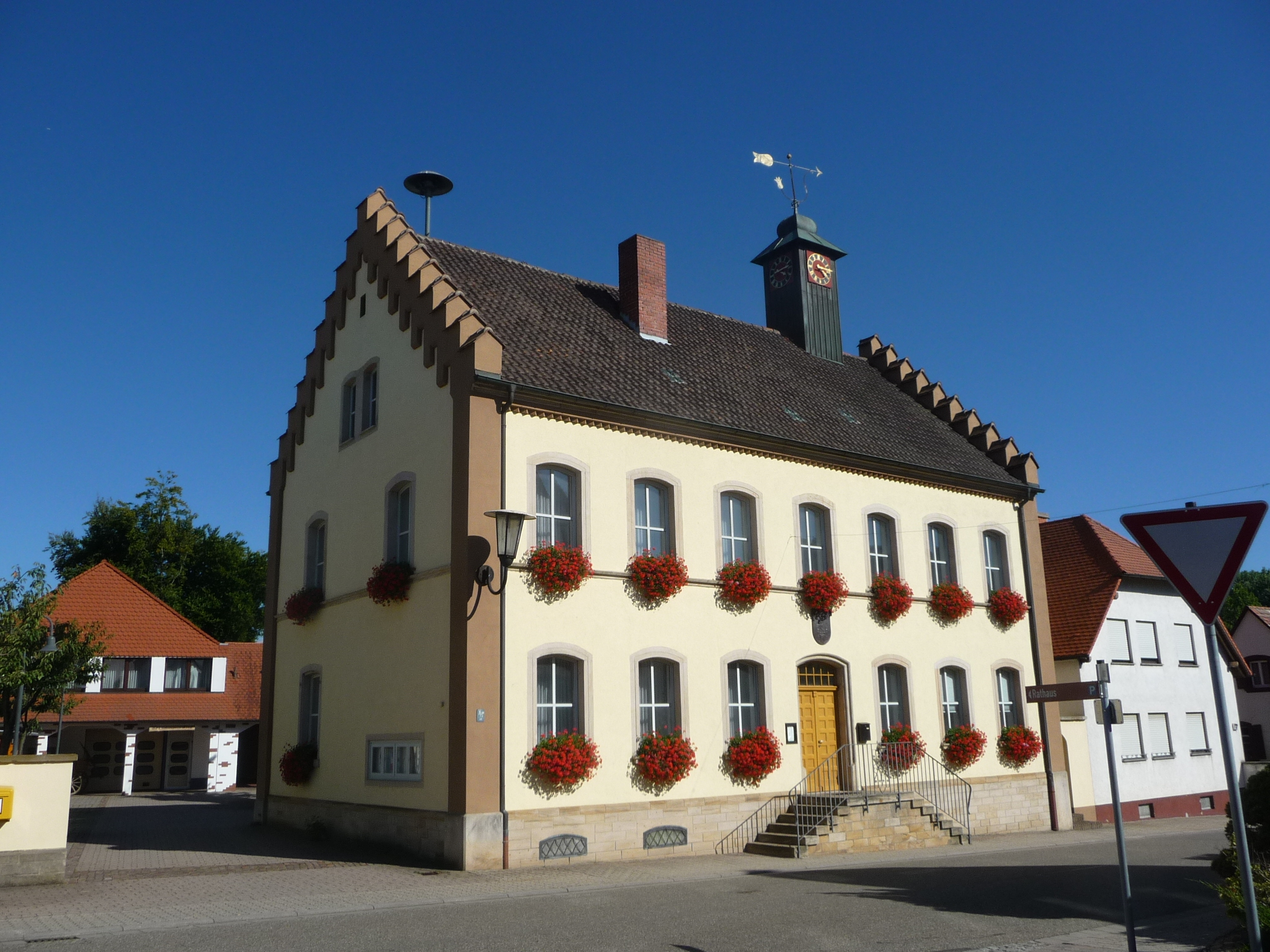
Rathaus in der Schulzenstraße (2012)

### Gemeinderat
Der Gemeinderat in Hördt besteht aus 20 Ratsmitgliedern, die bei der Kommunalwahl am 9. Juni 2024 in einer personalisierten Verhältniswahl gewählt wurden, und dem ehrenamtlichen Ortsbürgermeister als Vorsitzendem.
Die Sitzverteilung im Gemeinderat:
| Wahl | SPD | CDU | FW-AB | Gesamt   |
| ---- | --- | --- | ----- | -------- |
| 2024 | 2   | 7   | 11    | 20 Sitze |
| 2019 | 3   | 9   | 8     | 20 Sitze |
| 2014 | 4   | 7   | 5     | 16 Sitze |
| 2009 | 6   | 6   | 4     | 16 Sitze |
| 2004 | 6   | 6   | 4     | 16 Sitze |

- FW-AB = Freie Wähler-Aktive Bürger Hördt e. V.

### Bürgermeister
Alexander Fischer (FW-AB) wurde am 9. September 2024 Ortsbürgermeister von Hördt. Bei der Direktwahl am 9. Juni 2024 hatte er sich mit einem Stimmenanteil von 67,60 % gegen den bisherigen Amtsinhaber durchgesetzt.
Fischers Vorgänger Max Frey (CDU) übte das Amt von 2014 bis 2024 aus. Dessen Vorgänger Gerd Rheude (SPD) hatte das Amt 25 Jahre ausgeübt.

### Wappen
| Wappen von Hördt | Blasonierung: „In Rot auf goldenem Thron sitzend die Gottesmutter, goldnimbiert, mit goldenem Gewand und blauem Mantel, in der Rechten eine blaugedeckte silberne Kirche haltend, mit der Linken das auf dem Schoß sitzende, ein rotes Buch haltende goldbekleidete und -nimbierte Kind schützend, zu Füßen ein goldener Schild mit einem roten Gemarkungszeichen in Form eines gestürzten V.“ |
| Wappen von Hördt | Wappenbegründung: Das Kind stellt Jesus darh. Zu beider Füßen ist das alte Hördter Gerichtssiegel zu sehen. |

## Kultur und Sehenswürdigkeiten

### Kulturdenkmäler

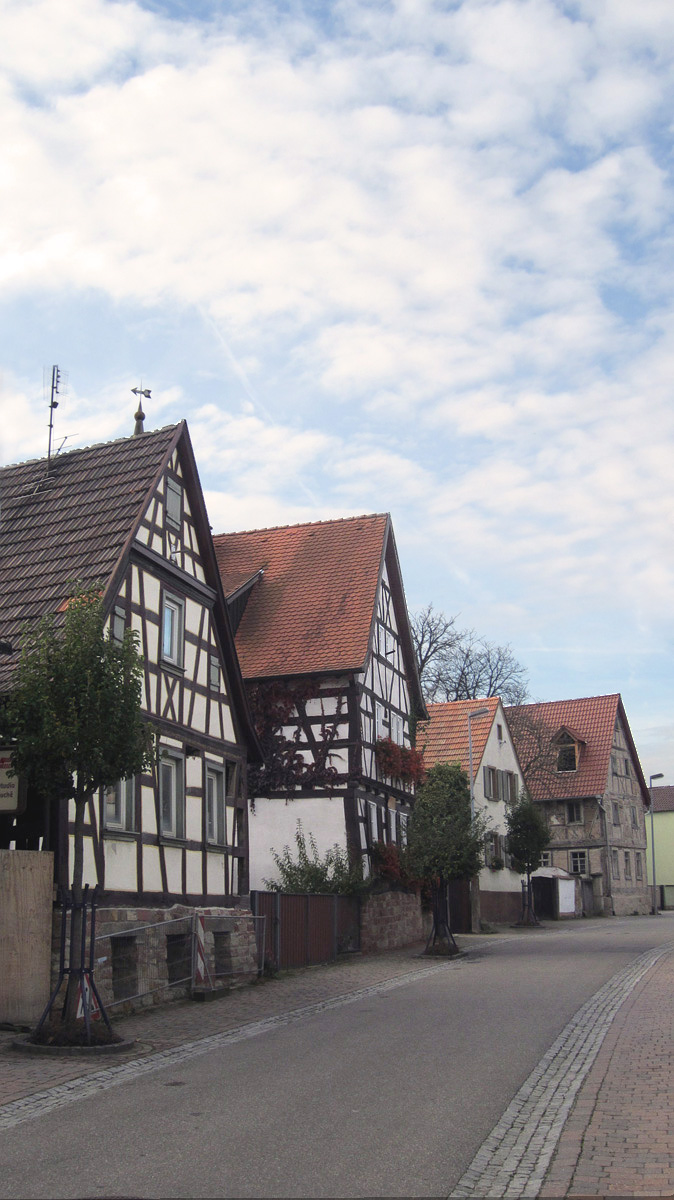
Denkmalgeschützte Fachwerkhäuser in der örtlichen Grünwaldstraße im Jahr 2011

Vor Ort befinden sich insgesamt 17 Objekte, die unter Denkmalschutz stehen, darunter die katholische Kirche St. Georg.

### Natur
Innerhalb der Gemeindegemarkung existieren fünf Naturdenkmale. Mehr als zwei Drittel der Gemarkung sind Natur- und Landschaftsschutzgebiet. Regional bekannt ist die Hördter Rheinaue, das zweitgrößte Naturschutzgebiet der Pfalz (835 ha) mit seltener und geschützter Flora und Fauna. Ebenso erstreckt sich teilweise das Naturschutzgebiet Eichtal-Brand über die Gemarkung von Hördt, sie ist auch Teil des überregionalen Landschaftsschutzgebiets „Pfälzische Rheinauen“.

### Regelmäßige Veranstaltungen
Im Jahr 1980 beging die Ortsgemeinde ihre 1200-Jahr-Feier mit einer Festwoche und feiert seitdem alle fünf Jahre das „Klosterfest“. Die Turn- und Festhalle steht nach dem Bühnenneubau für alle kulturellen Veranstaltungen zur Verfügung. Zudem wird jährlich die Kerwe (Kirchweih) am letzten Sonntag im August abgehalten.

## Wirtschaft und Infrastruktur

### Wirtschaft
Seit etwa 1935 kam es zur Abnahme landwirtschaftlicher Erwerbsquellen. Typisch für die Südpfalz war und ist der Tabakanbau und die lokalen „Zigarrmacher“. Die erste Zigarrenfabrik eröffnete 1863 ihren Betrieb. Die verbliebenen Haupterwerbsbauern erzeugen vorwiegend Tabak, Spargel und Zuckerrüben sowie Getreide. Handel sowie mehrere leistungsfähige Handwerksbetriebe ergänzen die Wirtschaftskraft des Dorfes.

### Verkehr
Mitten durch die Gemeinde verläuft die Landesstraße 452. Am südlichen Siedlungsrand zweigt von dieser die Landesstraße 493 ab.

### Tourismus
Vor Ort befindet sich das PWV-Wanderheim Hördt.

## Persönlichkeiten

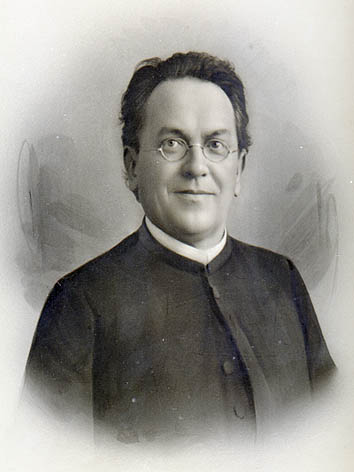
Jakob Baumann (1900)

### Ehrenbürger
- 1978: Sr. Eusebia (geb. Kropp, 1917–2007), 61 Jahre tätig in der Schwesternstation der Mallersdorfer Schwestern in Hördt.[13]
- 2015:[14] Gerd Rheude (* 1945), Altbürgermeister (Amtszeit 1989–2014), wurde im Juni 2015 geehrt.[12]
- 2017, 8. März:[15] P. Hermannjosef Mohr SSM (* 1935), langjähriger Pfarrer von St. Georg Hördt, wurde am 9. April 2017 zum Ehrenbürger ernannt.[16]

### Söhne und Töchter der Gemeinde
- Jakob Baumann (1862–1922), Domvikar in Speyer, Schriftsteller, langjähriger Redakteur der Bistumszeitung „Der Pilger“
- Friedrich Gundermann (1906–nach 1982), Träger des Landesverdienstordens
- Franz Hamburger (* 1946), Sozialpädagoge

### Persönlichkeiten, die vor Ort gewirkt haben
- Andreas Helmling (1959–2019), Bildhauer, schuf 2005 die „Stifterskulptur“ auf der Verkehrsinsel.
- Veronika Olma (* 1962), Malerin und Designerin, lebte von 2000 bis 2005 in Hördt.

## Bildergalerie

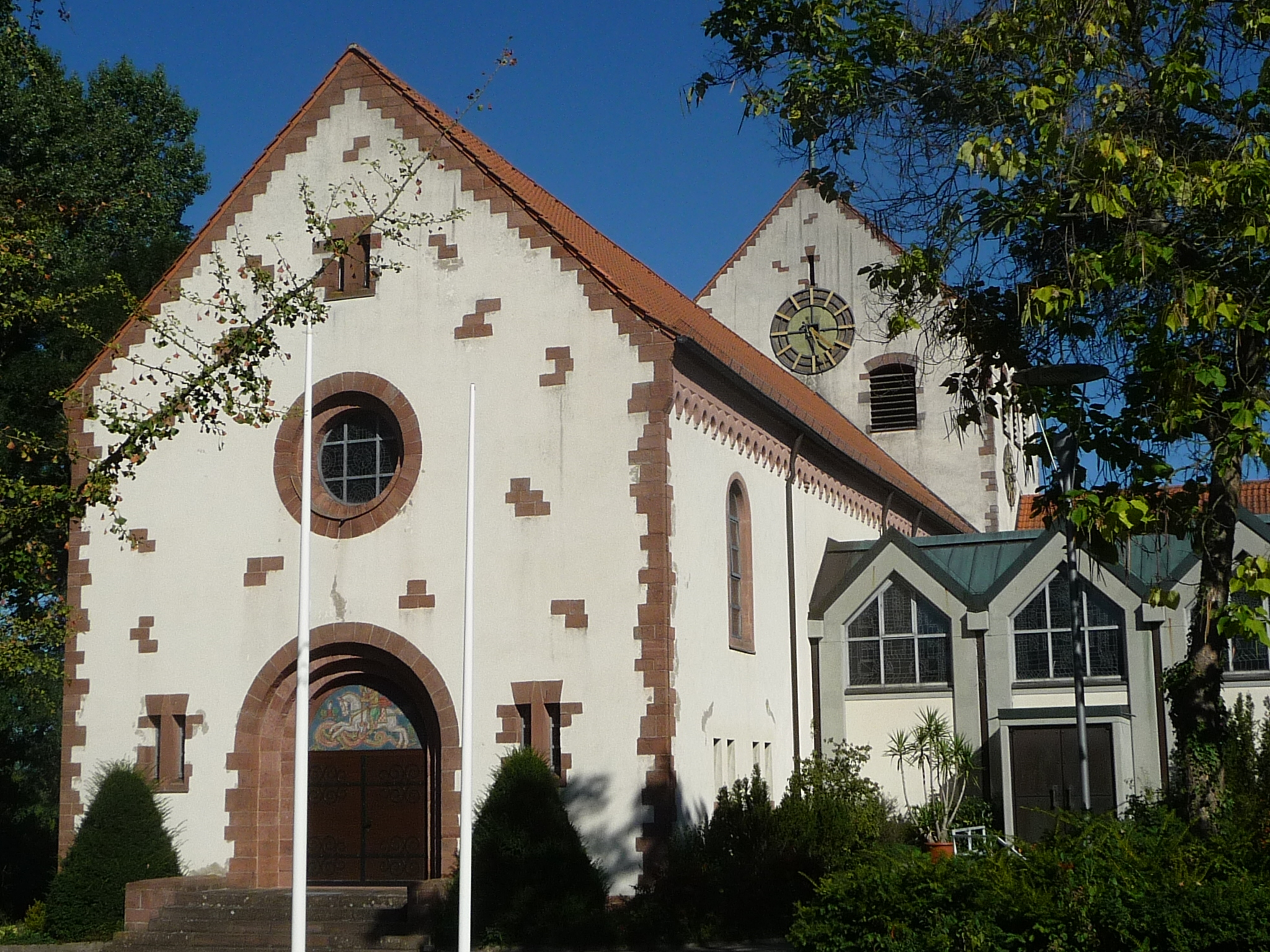
Kirche (2012)
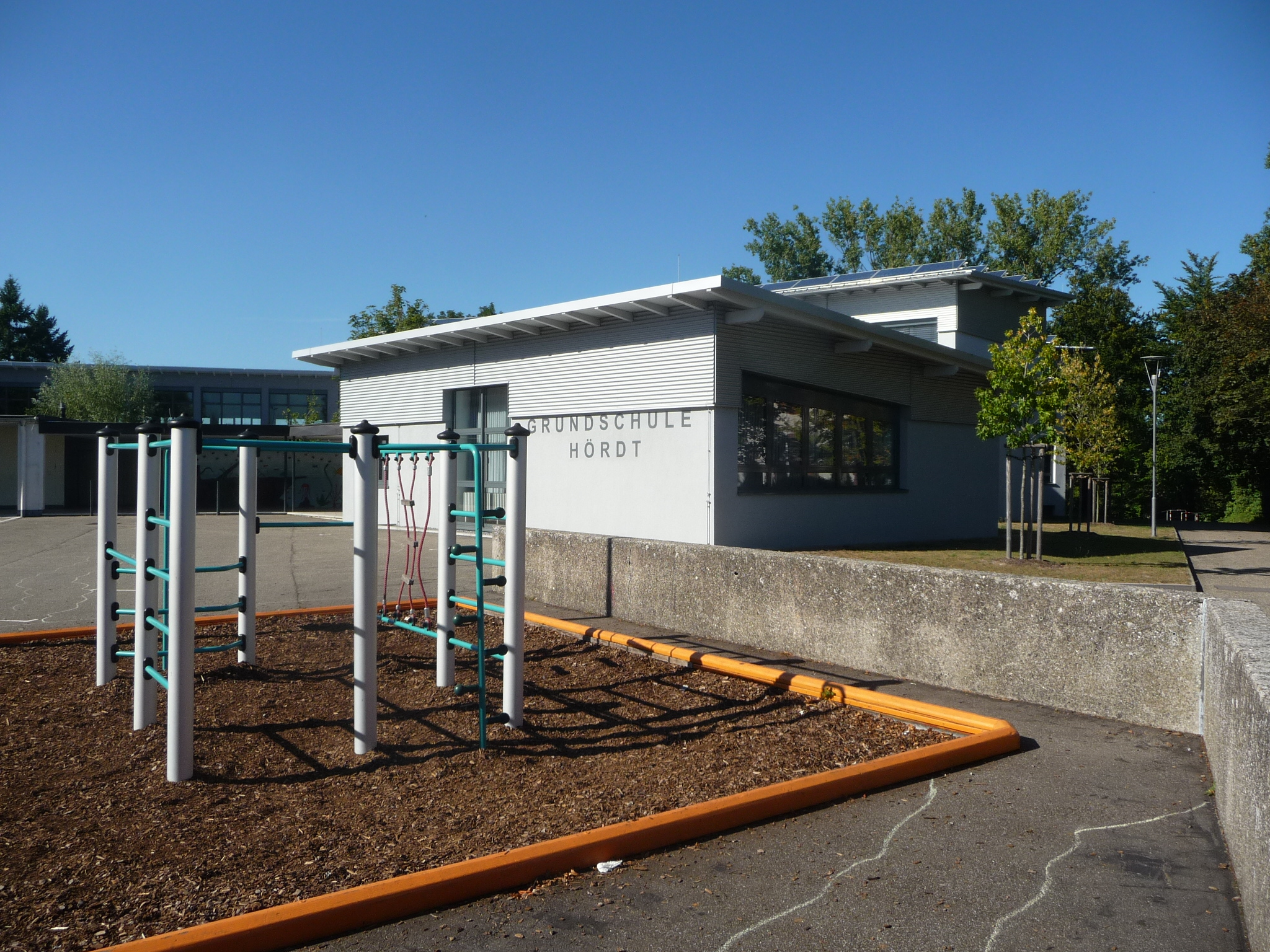
Schule (2012)
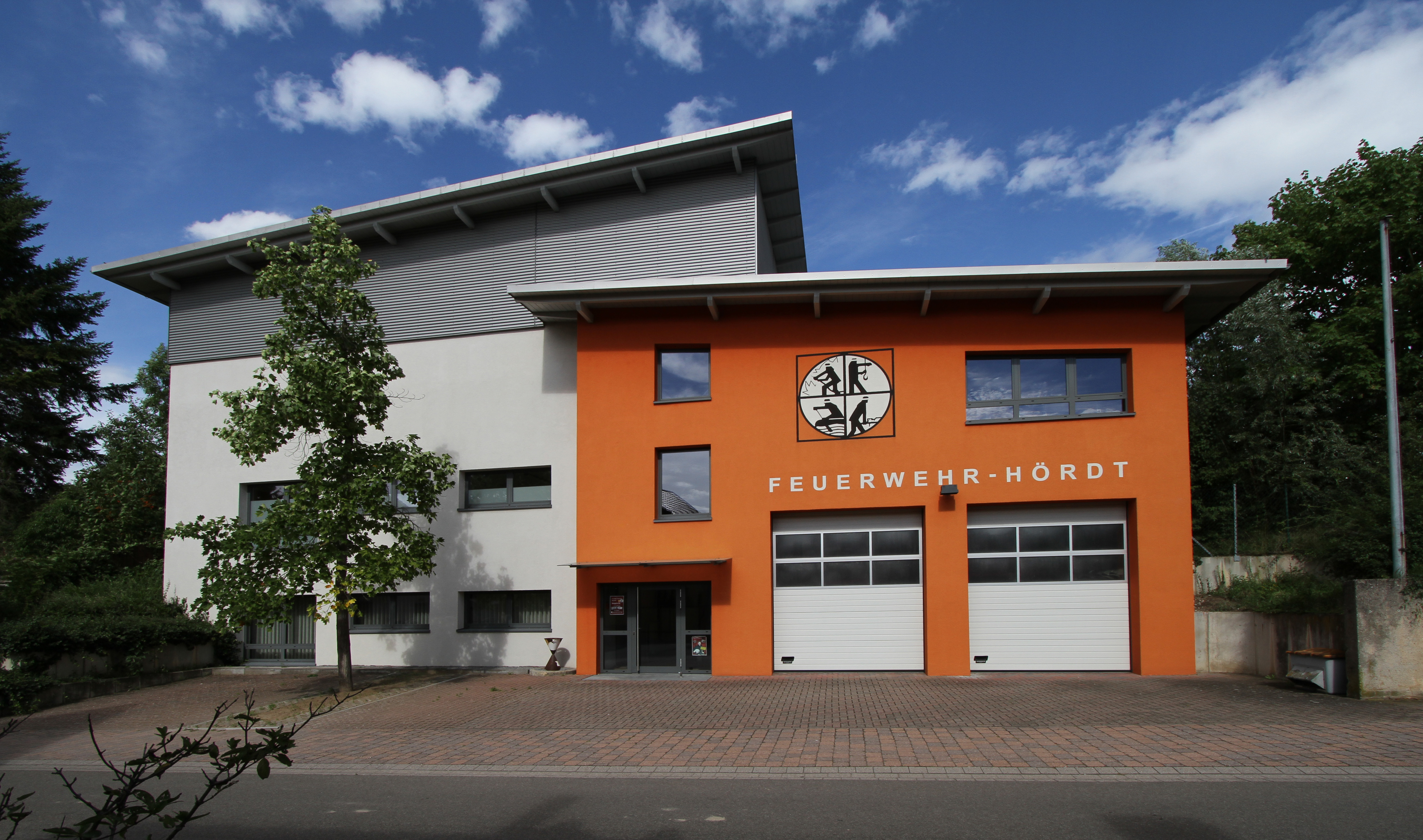
Feuerwehrhaus (2017)
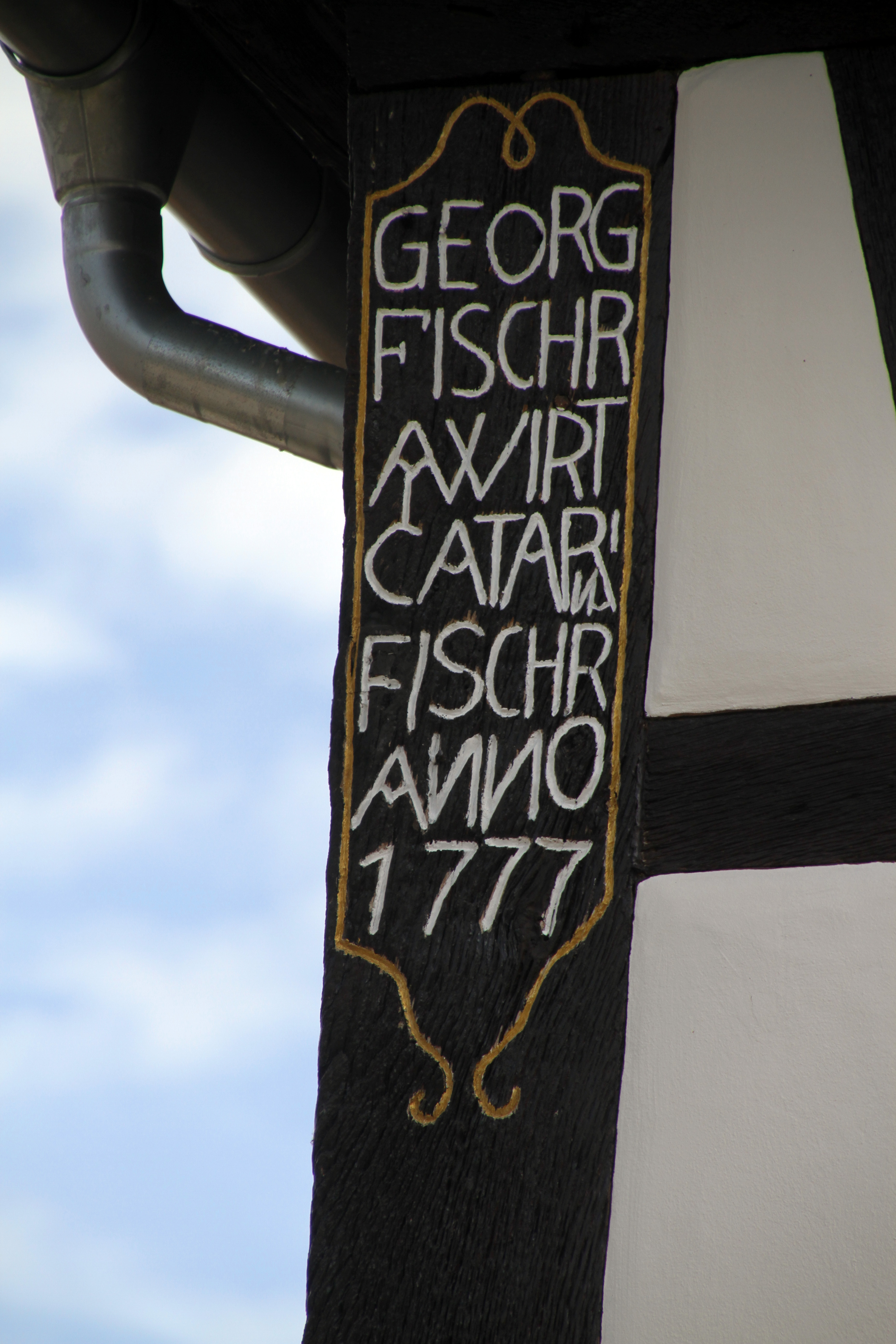
Inschrift 1777 (2017)
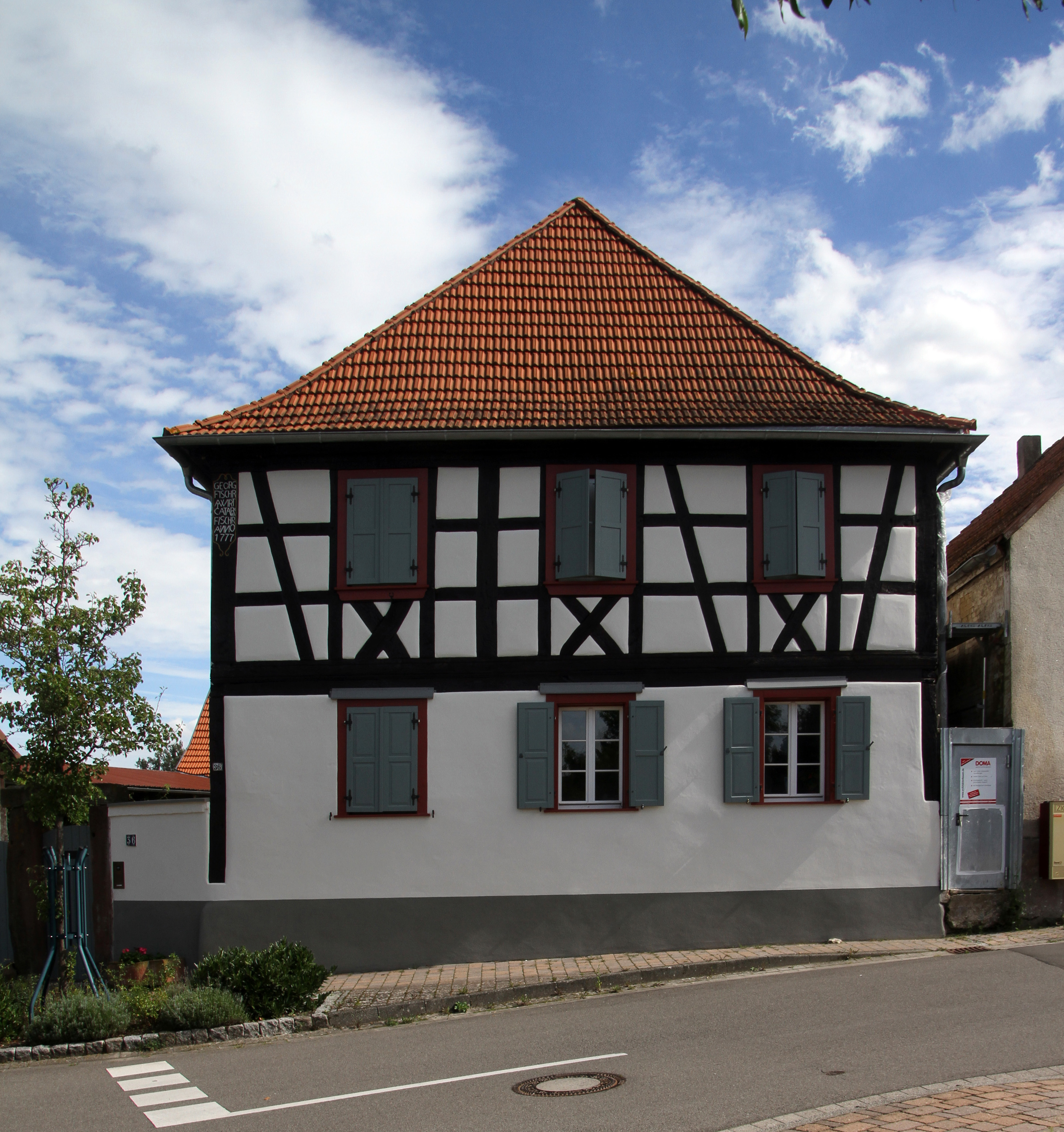
Fachwerkhaus Kirchstraße (2017)